# Zimirina penicillata
Zimirina penicillata là một loài nhện trong họ Gnaphosidae.
Loài này thuộc chi Zimirina. Zimirina penicillata được Eugène Simon miêu tả năm 1893.